# Giác mộc tròn dài
Giác mộc tròn dài hay còn gọi sơn thù du lá thuôn (danh pháp khoa học: Cornus oblonga) là một loài thực vật có hoa trong họ Cornaceae. Loài này được Wall. miêu tả khoa học đầu tiên năm 1820.